# Surendra discalis
Surendra discalis är en fjärilsart som beskrevs av Moore 1879. Surendra discalis ingår i släktet Surendra och familjen juvelvingar. Inga underarter finns listade i Catalogue of Life.